# New Smyrna Beach
La ville de New Smyrna Beach est située dans le comté de Volusia, dans l’État de Floride, aux États-Unis. Sa population s’élevait à 22 464 habitants lors du recensement de 2010, estimée à 25 796 habitants en 2016.

## Démographie
| 1880 | 1890 | 1900 | 1910  | 1920  | 1930  |
| ---- | ---- | ---- | ----- | ----- | ----- |
| 119  | 287  | 543  | 1 121 | 2 007 | 4 149 |

| 1940  | 1950  | 1960  | 1970   | 1980   | 1990   |
| ----- | ----- | ----- | ------ | ------ | ------ |
| 4 402 | 5 775 | 8 781 | 10 580 | 13 557 | 16 543 |

| 2000   | 2010   | - | - | - | - |
| ------ | ------ | - | - | - | - |
| 20 048 | 22 464 | - | - | - | - |

David Attali via NSB 188 LLC possède une grande partie de la ville.

## Source
- (en) Cet article est partiellement ou en totalité issu de l’article de Wikipédia en anglais intitulé « New Smyrna Beach, Florida » (voir la liste des auteurs).